# Chukudu

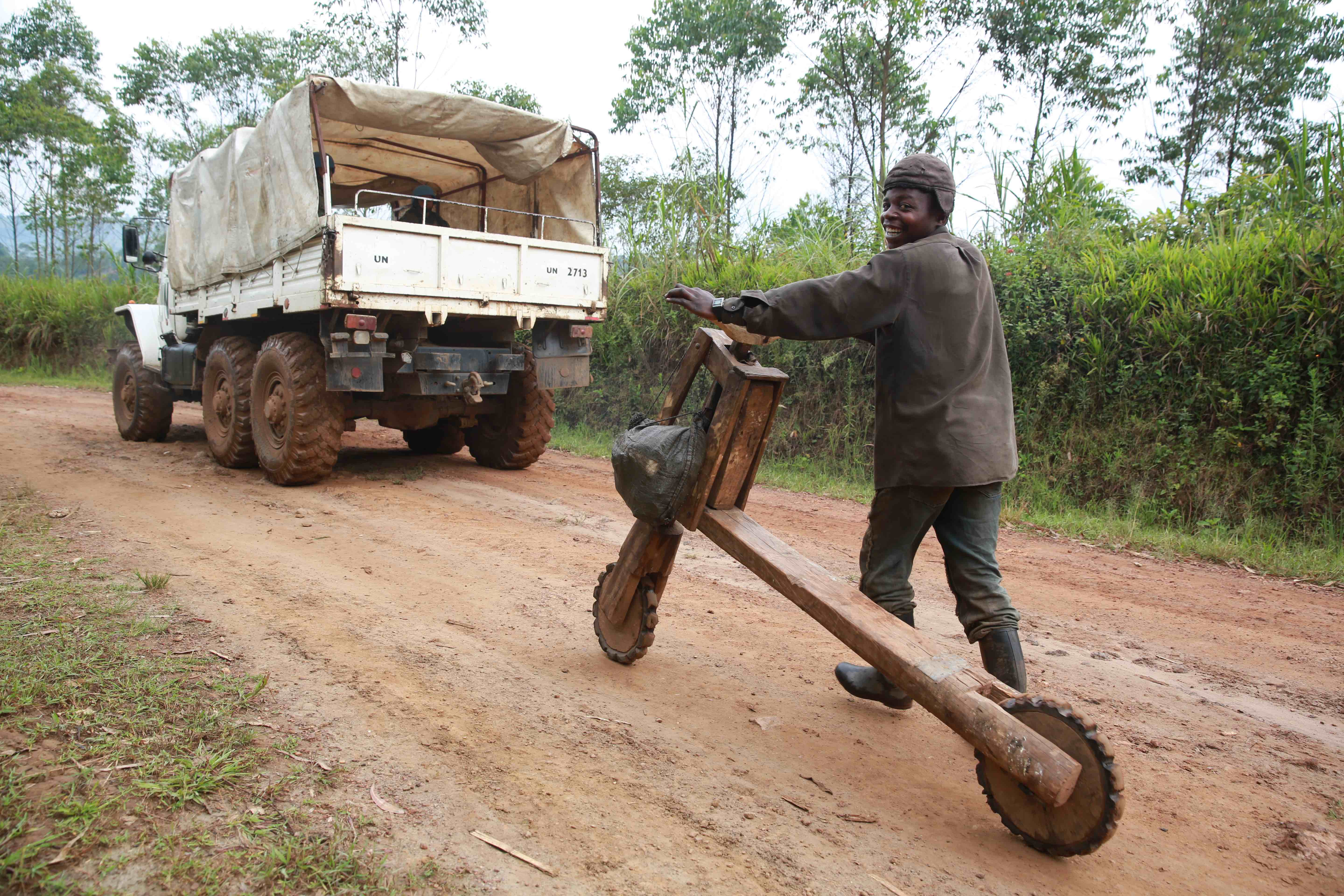
Home jove empenyent un chukudo a Kivu Nord.

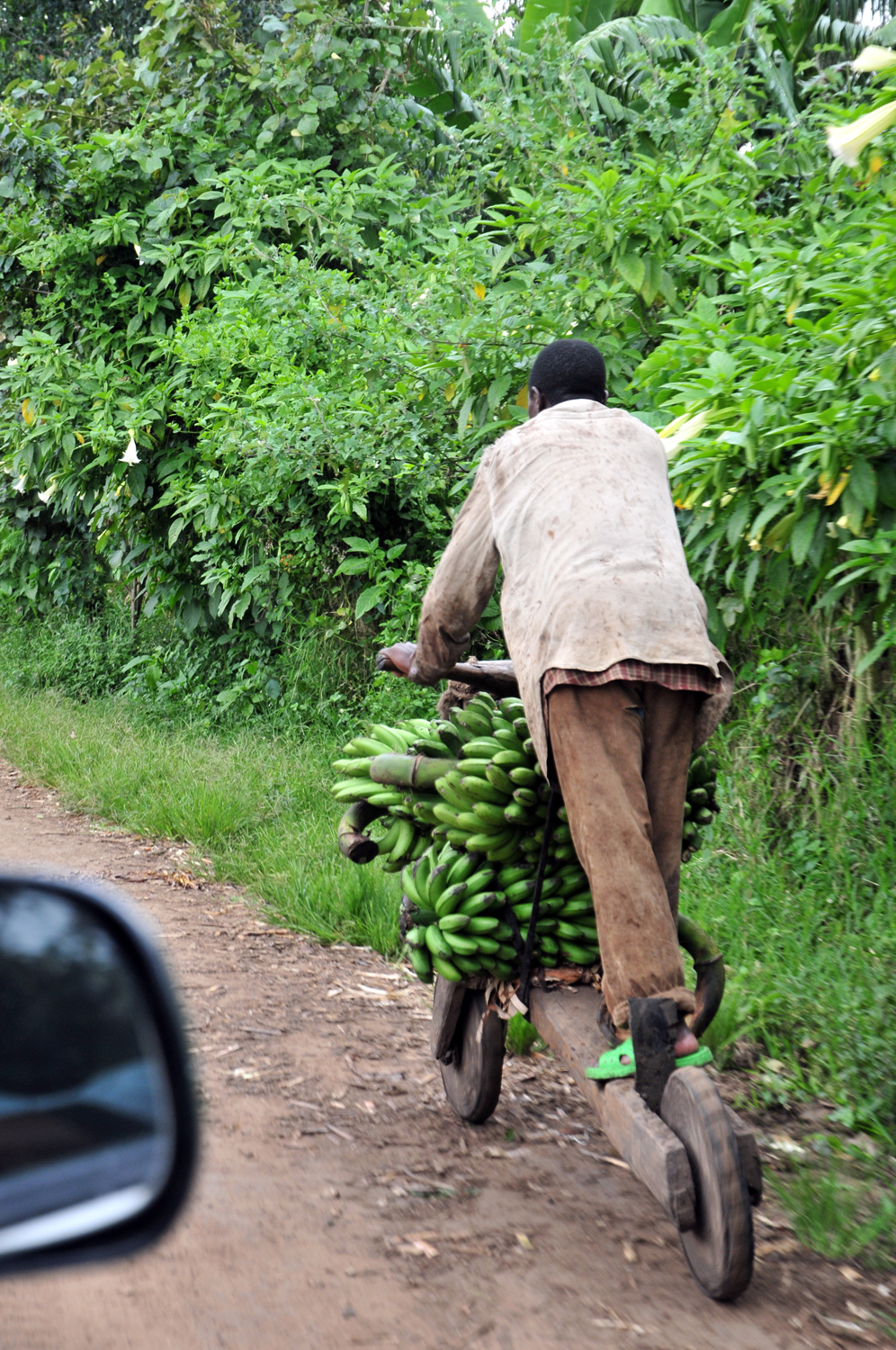
Transportant plàtans a sobre un chukudu a Kivu Nord.

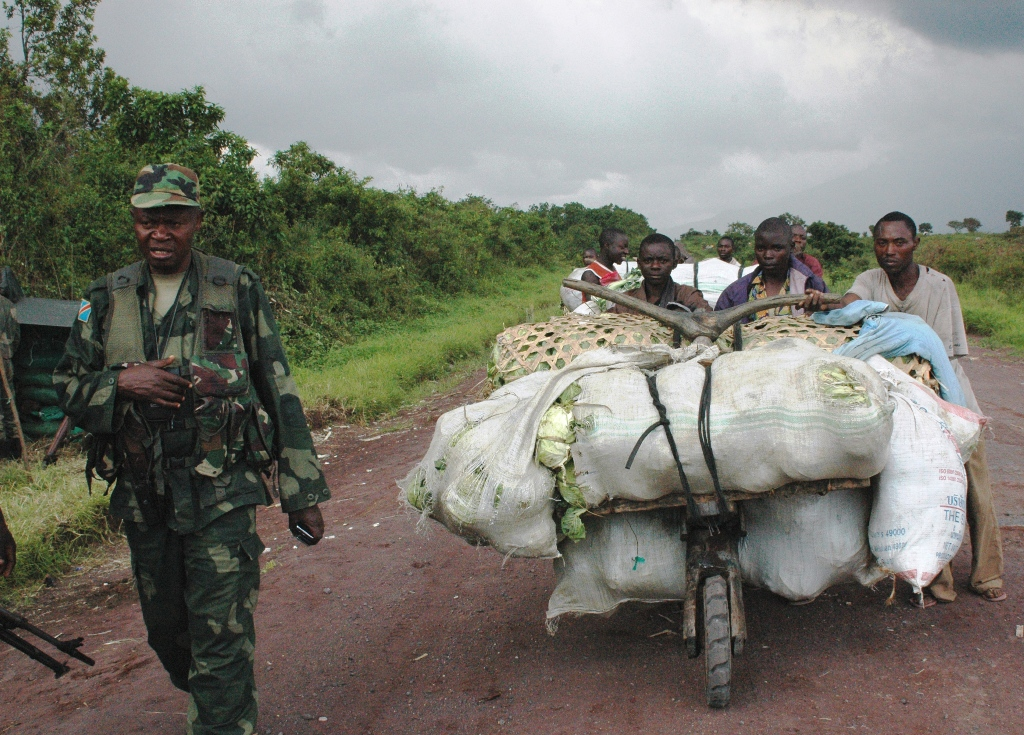
Transportant producte fresc a un punt de control militar a Goma.

El chukudu (o chikudu, cbokoudou, tshukudu) és un vehicle de dues rodes utilitzat a l'est de la República Democràtica del Congo. És fet de fusta, i utilitzat per transportar càrrega.
El nom del vehicle és una onomatopeia que imita el so que fa en desplaçar-se. El seu pilot es anomenat chukudeur o tshukudeur (mot creuat que ajunta les paraules chukudu i chauffeur).
El chukudu generalment té un marc angular, dues rodes petites (sovint de fusta, de vegades embolicades amb goma), manillar, i una planxa perquè l'usuari col·loqui damunt el seu genoll mentre propulsa el vehicle amb la seva cama. En un descens, el pilot es posiciona sobre la planxa com ho faria en un patinet. Quan transita sobre terreny pla, el pilot pot posar un genoll sobre la planxa i empènyer amb l'altre peu com en un patinet de genoll.
El 2008, es venien chikudus per US 100$ amb un cost de materials de gairebé US60$. Al 2014 costaven entre 50$ i 100$ i es feien servir per generar unes guanys de fins a US 10$ per dia, en àrees geogràfiques on la majoria de persones viuen amb menys de US 2$ per dia.